# Степна-Міхалкі
Степна-Міхалкі (пол. Stepna-Michałki) — село в Польщі, у гміні Ольшево-Борки Остроленцького повіту Мазовецького воєводства.
Населення — 131 особа (2011).
У 1975-1998 роках село належало до Остроленцького воєводства.

## Демографія
Демографічна структура станом на 31 березня 2011 року:
|          | Загалом | Допрацездатний вік | Працездатний вік | Постпрацездатний вік |
| -------- | ------- | ------------------ | ---------------- | -------------------- |
| Чоловіки | 69      | 18                 | 46               | 5                    |
| Жінки    | 62      | 18                 | 32               | 12                   |
| Разом    | 131     | 36                 | 78               | 17                   |